# كرايغ داربي
كرايغ داربي (بالإنجليزية: Craig Darby)‏ هو لاعب هوكي جليد أمريكي، ولد في 26 سبتمبر 1972 في أونيدا في الولايات المتحدة.

## وصلات خارجية
- كرايغ داربي على موقع دوري الهوكي الوطني (الإنجليزية)
- كرايغ داربي على موقع قاعة مشاهير الهوكي (لاعب أن.إتش.أل) (الإنجليزية)
- كرايغ داربي على موقع EliteProspects.com (الإنجليزية)
- كرايغ داربي على موقع Eurohockey.com (الإنجليزية)
- كرايغ داربي على موقع HockeyDB.com (الإنجليزية)
- كرايغ داربي على موقع Hockey-Reference.com (الإنجليزية)